# مونتفورت
مونتفورت (به هلندی: Montfort) یک منطقهٔ مسکونی در هلند است که در روردالن واقع شده‌است. مونتفورت ۳٬۱۵۰ نفر جمعیت دارد.